# Банацький Кирило Павлович
Банацький Кирило Павлович (*1929, с. Кричильськ Сарненського району Рівненської області  — † вересень 2001, м. Ківерці Волинської області) — дисидент. Був ув'язнений на 25 р. за участь у «Кричильській молодіжній ОУН» та зв'язки з підпіллям. Активіст підпільної організації «Об'єднання» в м. Інта Комі АРСР. Привіз в Україну 1300 націоналістичних листівок.

## Біографія

### Ранні роки та перше ув'язнення
Вийшов з селянської родини. Батько служив у війську УНР С. Петлюри. Кирило вчився в Костопільському училищі сільськогосподарської механізації. У 1951 році одружився з односельчанкою Оленою Куліш. У першій половині 1952 р. заарештований органами МДБ за розповсюдження антирадянських націоналістичних листівок, зв'язок з оунівським підпіллям та участь у підпільній юнацькій групі «Кричильська молодіжна ОУН». 26.08. 1952 р. Військовий трибунал МДБ Рівненської обл. засудив його на 25 р. позбавлення волі. Разом з ним було засуджено 7 юнаків, у їх числі брати Степан і Семен Сороки, брати Іван та Сидір Харечко. Усі відбували ув'язення в м. Інта Комі АРСР.

### Підпільна діяльність під час ув'язнення
Кирило Павлович був людиною активною та діяльною. Мав близькі стосунки з Володимиром Леонюком, Анатолієм Булавським, Йосифом Слабіною та іншими політв'язнями. На початку 1956 року вони створили підпільну націоналістичну організацію «Об'єднання», яка поставила мету продовжувати в нових умовах боротьбу ОУН за створення Української Самостійної Соборної Держави (Провідник Ярослав Гасюк). Банацький був активним членом цієї організації.
Влітку 1956 р. комісія Президії Верховної Ради СРСР знизила термін покарання Кирилу до 7 років Його дружина Олена приїхала в Інту (тоді вже в'язням можна було виходити за межі зони), діждалася звільнення чоловіка. Була втаємничена в його підпільну діяльність.

### Підпільна діяльність після ув'язення
Після звільнення восени 1957 р. вони виїхали в Україну й оселилися у м. Біла Церква Київської обл. На прохання заступника Провідника «Об'єднання» В. Леонюка вони привезли з Інти понад 1300 листівок під назвами «Колгоспнику!» та "Громадянине!.
Першу листівку склав і видрукував конструктор підпільної друкарні Василь Бучковський. Зміст листівки «Громадянине!» був наступний:
|  | Чи зробив Ти висновок, що дав українському народові жовтневий переворот 1917 року? Він зліквідував здобуту народами внаслідок повалення царизму волю, придушив молоду Українську Народну Республіку, принісши Твоєму народові ще гірше рабство, ніж було царське; він спричинився до загибелі найкращих Твоїх братів і друзів, до занепаду української культури і до знищення Твого добробуту. |

У листівці «Колгоспнику!» (автори В. Бучковський та В.Леонюк) стверджувалося, що вимога КПРС наздогнати США по виробництву м'яса, молока і масла спрямована не на поліпшення добробуту українського народу: Україна використовується як сировинна база, з якої колонізатори вивозять усе, залишаючи народ на напівголодне існування.
|  | Годі терпіти кремлівське ярмо! Годі бути рабами! Пора сказати московсько-більшовицьким загарбникам: Геть з України! |

700 шт. цих листівок Кирило за завданням В. Леонюка відвіз А. Булавському в м. Олександрія Кіровоградської обл., а той своєю чергою 400 шт. віддав Й. Слабіні, 100 шт. — Григорію Рябчуну, а решту — Федорові Малишевському та А. Г. Сиськову. 250 листівок Кирило Павлович дав своєму односельчанину і швагрові Саві Шепелю, а решту заховав на горищі будинку, в якому проживав разом зі Степаном Сорокою. Ночами 3 — 5 листопада 1957 р. Йосип Слабіна, Г. Рябчун та Степан Оленич розкидали листівки у сел. Хрущова (нині м. Світловодськ) і с. Таборище — у районі будівництва Кременчуцької ГЕС, та в с. Аджамка поблизу Кіровограда.

### Друге ув'язнення Банацького та його товаришів
Стривожені появою листівок, органи КДБ розпочали розслідування цієї справи. Тоді ж вони з благословення ЦК КПУ та Прокуратури УРСР інспірували скасування низки постанов Комісії Президії Верховної Ради СРСР про дострокове звільнення з місць ув'язнення кількох десятків осіб. Під цю «зачистку» потрапили, зокрема, Банацький та Степан Сорока: на початку 1958 року вони були схоплені в Білій Церкві. Під час обшуку в їхньому помешканні були виявлені згадані листівки. Далі були спроваджені досиджувати свої 25-річні терміни.
Тоді ж, у січні 1958 року, з цими листівками в поїзді, що йшов у Галичину, був затриманий Й. Слабіна, який на ходу придумав легенду, що листівки приніс йому незнайомець, який має прийти на зв'язок. Та на початку 1959 року в них було вже достатньо матеріалів для арешту причетних до листівок осіб, і тоді були заарештовані Й. Слабіна (29 січня 1959), А. Булавський (21 лютого 1959), Г. Рябчун і С. Оленич (2 березня 1959).
29 квітня 1960 року колегія в кримінальних справах Верховного суду УРСР (голова Чайковський Л. М., присяжні Марик Г. Я. і Тришин В. Г., секретар Кравець П. Д.., прокурор Янковський І. Й.) засудила Кирила Банацького за ст. 7 ч. 2 Закону про особливо небезпечні державні злочини на 7 років позбавлення волі. Цей вирок вона об'єднала з попереднім невідбутим терміном (8 років), що склало разом 15 років, рахуючи від дня оголошення вироку, без обмеження в правах.
Суд зняв як необґрунтовані звинувачення Б. в проведенні антирадянської діяльності під час відбування покарання, а також щодо допомоги в діяльності «Об'єднання», в обміркуванні разом з В. Леонюком питання про організацію втечі з табору Семена Сороки. Перевезення листівок в Україну, на диво, кваліфікувалося як товариська послуга В. Леонюку. Колегія вважала невстановленим, що Кирило Банацький вів організаційну діяльність. Його звинуватили лише в проведенні агітації й пропаганди з метою підриву та послаблення Радянської влади через розповсюдження листівок антирадянського змісту, в яких нібито зводився наклеп на радянську дійсність. Враховано було також його визнання вини та розкаяння.
А. Булавський дістав тоді ж 10 років (але, враховуючи його поведінку під час слідства й на суді, скоро термін покарання йому було знижено до 3 років); Й. Славіна отримав 7 років; Г. Рябчун та С. Оленич- по 3 роки позбавлення волі.

### Арешт членів організації «Об'єднання»
Це був перший ешелон засуджених «об'єднанців». У другому, основному ешелоні, найпершим був заарештований В. Леонюк. Підставою для арешту послужили зізнання А. Булавського та Кирила Банацького 10 жовтня 1960 року той же Верховний Суд УРСР засудив на тривалі терміни лідерів «Об'єднання», членів Керівного Осередку В. Леонюка, Я. Гасюка, Б. Христинича, Ярослава Кобилецького та Володимира Затварського. З півтора десятка осіб пройшли у справі як свідки: у часи «хрущовської відлиги» владі не хотілося судити таку велику організацію (а членство її сягало понад сотню осіб).
Покарання Кирило Банацький відбував спочатку в тайшетських таборах. 24 березня 1961 року сесія Іркутського облсуду визнала його особливо небезпечним рецидивістом і він був спроваджений етапом у Мордовію, де карався на особливому (камерному) режимі до кінця терміну (1974 року).

### Життя після неволі
З неволі Кирило Банацький вийшов інвалідом. Повернувся в м. Ківерці Волинської обл., де ним опікувалася дружина Олена. Тяжкими були останні роки його життя (туберкульоз, епілепсія, сліпота на одне око). Та все ж за незалежної України він активно включився в громадське та політичне життя, ставши діяльним членом Братства ОУН-УПА. Реабілітований 1992 року.
Помер у вересні 2001 року, похований у м. Ківерці.